# قير كندي
قير كندي هي قرية في مقاطعة بل دشت، إيران. يقدر عدد سكانها بـ 262 نسمة بحسب إحصاء 2016.